# Phakphum Romsaithong
Phakphum Romsaithong (ภาคภูมิ ร่มไทรทอง; nascido em 5 de janeiro de 1992), apelidado de Mile (มาย) é um ator, cantor e modelo tailandês. Ele é mais conhecido por seus papéis principais em KinnPorsche (2022) e Man Suang (2023), ao lado de Nattawin Wattanagitiphat (Apo).

## Infância e educação
Em 2017, Mile se formou na Universidade Thammasat com bacharelado pela Faculdade de Jornalismo e Comunicação de Massa.

## Carreira
Em 2021, Mile foi escalado para um dos papéis principais na série boys' love (BL) tailandesa, KinnPorsche The Series, no papel principal de Kinn. A versão cortada da série foi ao ar no One31, e a versão sem cortes (KinnPorsche The Series: La Forte) foi ao ar na iQIYI de abril a junho de 2022.

## Filmografia

### Cinema
| Ano  | Título     | Personagem   | Notas                            |
| ---- | ---------- | ------------ | -------------------------------- |
| 2020 | Ladytwenty | Mile (EP.10) | Papel principal (curta-metragem) |
| 2023 | Man Suang  | Chatra       | Papel principal                  |

### Televisão
| Ano  | Título              | Personagem                  | Notas           | Canal        |
| ---- | ------------------- | --------------------------- | --------------- | ------------ |
| 2018 | Khamin Rak Kap Poon | Mad Sir Poon                | Papel principal | LINE TV      |
| 2022 | KinnPorsche         | Kinn Anakinn Theerapanyakul | Papel principal | One31, iQIYI |

### Shows
| Ano  | Título               | Personagem | Notas        |
| ---- | -------------------- | ---------- | ------------ |
| 2021 | คุณพระช่วย             | Convidado  | Workpoint TV |
| 2021 | GACHA GACHA ท้าอร่อย 2 | Convidado  | Amarin TV    |
| 2022 | Sound Check          | Convidado  | One31        |

### Aparições em videoclipes
| Ano  | Título da música | Artista        |
| ---- | ---------------- | -------------- |
| 2018 | พะวง             | พริกไทย         |
| 2019 | ไม่รู้สึก            | โอบ โอบขวัญ     |
| 2020 | เพื่อนเล่น          | Mine           |
| 2020 | เสก              | Jodai x พริกไทย |

## Discografia
| Ano  | Título da música                  | Notas  |
| ---- | --------------------------------- | ------ |
| 2016 | ไม่อยากเห็นเธอเป็นแบบนี้ (Just enough) | Single |
| 2017 | ในความฝัน(ในของขวัญ)(Dream)         | Single |
| 2018 | อย่าถามเวลากับนาฬิกาที่หยุดเดิน          | Single |

## Concertos
| Ano  | Eventos              | Notas                       |
| ---- | -------------------- | --------------------------- |
| 2022 | KinnPorscheWorldTour | Com o elenco de KinnPorsche |

## Prêmios e indicações
| Associações | Ano                                | Categoria                                          | Nomeações   | Resultado |
| ----------- | ---------------------------------- | -------------------------------------------------- | ----------- | --------- |
| 2022        | GQ Thailand Men of the Year Awards | Atores inovadores (com Nattawin Wattanagitiphat)   | KinnPorsche | Venceram  |
| 2023        | Nine Entertain Awards              | Favorito do público (com Nattawin Wattanagitiphat) | KinnPorsche | Indicados |